# SES-2
SES-2 ist ein kommerzieller Kommunikationssatellit der Luxemburger Firma SES S.A.

## Missionsverlauf
Er wurde am 21. September 2011 mit einer Ariane-5-Trägerrakete vom Raketenstartplatz Centre Spatial Guyanais in Kourou zusammen mit Arabsat-5C in eine geostationäre Umlaufbahn gebracht. Der Start erfolgte dabei mit einem Tag Verzögerung, da zuvor Mitarbeiter der italienischen Firma TELESPAZIO in den Streik getreten waren.

## Technische Daten
Der dreiachsenstabilisierte Satellit ist mit 24 aktiven C-Band- sowie 24 Ku-Transpondern sowie zwei 2,3 m großen Antennen ausgerüstet und soll von der Position 82° Ost aus Nordamerika und die karibischen Inseln mit Telekommunikationsdiensten versorgen. Er wurde Orbital Sciences Corporation auf der Basis des STAR 2.4-Satellitenbus gebaut und besitzt eine geplante Lebensdauer von 15 Jahren. Im Aufbau entspricht der Satellit SES-1 und SES-3, wobei SES-2 noch mit einer Commercially Hosted InfraRed Payload (CHIRP) genannten Nutzlast der U.S. Air Force ausgerüstet ist.